# 모이세스 라미레스
웰링톤 모이세스 라미레스 프레시아도(스페인어: Wellington Moisés Ramírez Preciado, 2000년 9월 9일 ~ )는 에콰도르의 축구 선수로 현재 에콰도르 세리에 A의 인데펜디엔테 델 바예에서 골키퍼로 활약하고 있다.